# Serranillos del Valle
Serranillos del Valle är en kommun i Spanien.  Den ligger i den autonoma regionen Madrid, i den centrala delen av landet, 29 km sydväst om huvudstaden Madrid. Antalet invånare är 4 634 (2024).